# Adolf Marschall von Bieberstein
Adolf Hermann Marschall von Bieberstein, född 12 oktober 1842 i Karlsruhe, död 24 september 1912 i Badenweiler, var en tysk friherre, politiker och diplomat.
Marschall von Bieberstein blev 1871 juridisk ämbetsman samt var 1875–1883 ledamot av Badens första kammare och 1878–1881 av riksdagen, där han anslöt sig till Tysk-konservativa partiet. År 1883 blev han Badens sändebud i Berlin och ombud i förbundsrådet samt deltog livligt i de förberedande arbetena för den socialpolitiska lagstiftningen, i synnerhet för ålderdoms- och invaliditetsförsäkringslagarna.
I mars 1890 utnämndes Marschall von Bieberstein till Herbert von Bismarcks efterträdare som statssekreterare i utrikesministeriet. Han ledde med framgång flera förhandlingar om handelstraktater, men utsattes för det bismarckska partiets anfall i både riksdagen och pressen, vilket föranledde honom att 1896 dra en del tidningsmän, som utspritt falska underrättelser, inför rätta. Denna process blottade en mängd intriger, i vilka den politiska polisens chef varit delaktig och som avsett att störta misshagliga ministrar, samt väckte den största sensation i hela riket.
Marschall von Bieberstein utsattes för nya angrepp av den bismarckska pressen, begärde i september 1897 avsked (han efterträddes av Bernhard von Bülow) och utnämndes i november samma år till tysk ambassadör i Konstantinopel. Där verkade han med stor framgång för det tyska inflytandets vidmakthållande och stärkande och lyckades med stor smidighet bevara sitt inflytande även efter den ungturkiska statsvälvningen 1908. Särskilt tillkommer honom förtjänsten av de för tyska intressen förmånliga överenskommelser, som träffats (senast 1911) angående byggandet av Bagdadbanan, som skulle gå från Konya till Bagdad. I maj 1912 utnämndes han till ambassadör i London för att bereda väg för ett bättre förhållande mellan Tyskland och Storbritannien, men avled kort därefter.